# Artrogriposi
L'artrogriposi (o Artrogriposi Multipla Congenita, AMC) è condizione clinica caratterizzata da rigidità articolare (dal greco arthron, articolazione, e grypos, rigido) presente già alla nascita ("congenita"), in diversi distretti anatomici ("multipla").

## Epidemiologia
I casi di artrogriposi sono relativamente rari e si riscontrano in circa 1 su 3000 nati vivi. L'amioplasia, caratterizzata da tessuto grasso e fibroso al posto dei muscoli delle braccia, è la forma più frequente che si riscontra nel 43% dei casi.

## Cause
Tale condizione può essere ritrovata in diverse patologie, con cause differenti. È stato ipotizzato che, in tutti questi quadri, la caratteristica comune è che viene provocata l'assenza di movimenti fetali, la quale a sua volta provocherebbe la proliferazione di fibre di collagene e la sostituzione dei muscoli con tessuto fibroso. Tra le cause che possono portare a una condizione di artrogriposi, e che devono essere indagate nei pazienti affetti, si trovano cause neurologiche, miopatiche, problematiche intrauterine, ecc.
Alcune forme di artrogriposi rappresentano quadri patologici specifici; tra queste, l'amioplasia, la forma più comune di artrogriposi, caratterizzata da interessamento degli arti piuttosto simmetrico e tipico, intelligenza normale, e frequentemente un angioma al viso, e un gruppo di patologie che vengono raggruppate sotto il termine di artrogriposi distale, caratterizzate da trasmissione autosomica dominante e maggior interessamento delle mani e dei piedi; appartengono a quest'ultimo gruppo la sindrome di Freeman-Sheldon o sindrome del fischiatore e la Sindrome di Beals o artrogriposi distale tipo 9.

## Trattamento
Il trattamento dei bambini affetti da artrogriposi deve essere portato avanti da un team multidisciplinare di esperti e deve prendere in considerazione differenti aspetti (aspetti motori e deambulazione, capacità comunicative, attività della vita quotidiana, indipendenza, ecc.).
Per quanto riguarda gli aspetti motori, esistono differenti strumenti di trattamento: la fisioterapia (stretching, mobilizzazione articolare, ecc), che deve essere avviata subito dopo la nascita; i tutori ortopedici; le calzature ortopediche; gli interventi chirurgici correttivi.